# DisneyMania 7
DisneyMania 7 é o sétimo álbum da coleção DisneyMania, lançado no dia 9 de março de 2010. O álbum contém quinze faixas gravadas por cantores como Demi Lovato, Selena Gomez, Tiffany Thornton, Mitchel Musso, Alyson Stoner e Debby Ryan.

## Faixas
1. Allstar Weekend - "I Just Can’t Wait To Be King" (O Rei Leão)
2. Selena Gomez - "Trust In Me" (Mogli - O Menino Lobo)
3. Honor Society - "Real Gone" (Carros)
4. Tiffany Thornton - "If I Never Knew You" (Pocahontas)
5. Mitchel Musso - "Stand Out"(Pateta O Filme)
6. KSM - "Good Enough" (Selvagem)
7. Savannah Outen - "Little Wonders" (A Família do Futuro)
8. Booboo Stewart - "Under the Sea" (A Pequena Sereia)
9. Bridgit Mendler - "When She Loved Me" (Toy Story 2)
10. Drew Seeley - "Her Voice" (Disney On Broadways – The Little Mermaid)
11. Ruby Summer - "Bella Notte" (A Dama e o Vagabundo)
12. Anna Maria Perez de Tagle - "Part of Your World" (A Pequena Sereia)
13. Alyson Stoner - "What I’ve Been Looking For " (High School Musical)
14. Demi Lovato - "Gift of a Friend" (Tinker Bell e o Tesouro Perdido)
15. Debby Ryan - "Hakuna Matata" (O Rei Leão)

## Videoclipes
- Gift of a Friend  (Tinker Bell e o Tesouro Perdido)  - Demi Lovato
- Her Voice  (Disney On Broadways – The Little Mermaid)  - Drew Seeley

## Paradas musicais
| Parada (2007)         | Melhor posição |
| --------------------- | -------------- |
| Billboard 200         | 78             |
| Billboard Kids Albums | 2              |
| Mexico Albums Chart   | 96             |